# Оболонський Олександр Олександрович
Оболонський Олександр Олександрович (9 березня 1823 — 23 жовтня 1877) — земський діяч, редактор і видавець (спільно з Г. Д. Щербачовим) журналу «Народное чтение».

## Біографія
Походив з дворян Полтавської губернії. Син збіднілого поміщика, статського радника Олександра Дем'яновича Оболонського (1794—1858) і його дружини Марії Петрівни Родзянко. За батьком — правнук Д. В. Оболонського. По матері — онук П. Є. Родзянко і кузен генерал-лейтенанта Володимира Родзянко. Хрещеник графині А. І. Коновніциної.
Батьки Оболонського жили нарізно, в 1834 році його мати проти волі чоловіка, виїхала в Італію. Пізніше вона прийняла католицтво і в 1858 році проживала в Болонії. Кинутий матір'ю, малолітній Олександр з допомогою родичів був влаштований в Рішельєвський ліцей в Одесі, в якому закінчив курс зі званням дійсного студента; в 1845 році вступив на військову службу, яку проходив в драгунських полках, спочатку юнкером в колишньому Нижньогородському драгунському полку, потім, в драгунському Його Імператорської Високості Спадкоємця Цесаревича полку, і нарешті, в колишньому Кінбурзькому драгунському полку. У 1851 році, через хворобу, О. О. Оболонський був звільнений від служби з чином прапорщика.
У 1853 році надійшов чиновником у Військову друкарню і в тому ж році був прикомандирований для занять до інспекторського департаменту Військового Міністерства. Рік по тому він перейшов на службу в Санкт-Петербурзьку контрольну експедицію IV Відділення Власної Його Імператорської Величності Канцелярії, де прослужив до 1860 року.
У 1856 році, коли питання про звільнення селян від кріпацтва стояло на черзі, у О. О. Оболонського з'явилася ідея видавати журнал для народу. Думку свою Оболонський повідомив своєму другові полковнику (згодом генерал-майору) Григорію Дмитровичу Щербачову, який охоче розділив її і вони разом виробили програму журналу і вирішили назвати його «Народним читанням».
Видавалося «Народне Читання» протягом двох років — в 1859 і 1860 роках, але цензура, особливо в останній рік, і домашні обставини, спонукали видавців продати журнал, який, втім, вже не поновлювався. Оболонський, переїхавши до Полтавської губернії не задовольнився, однак, життям господаря-поміщика і, прагнучи до суспільного служіння, незабаром виступив на посаді земського діяча.
У 70-х роках Оболонський переїхав з родиною в місто Харків. Тут він, будучи членом міської управи, намагався поліпшити становище богоугодних закладів, особливо «Сабуровой дачі», — закладу для психічно хворих, який перейшов з Наказу громадського піклування в міське управління. Крім того, він разом з дружиною своєю Марією Олександрівною і за сприяння деяких харків'ян заснував в місті Харкові притулок для покинутих дітей.